# Nuestra Señora de las Angustias (Ayamonte)
Nuestra Señora de las Angustias es una imagen mariana venerada en la ciudad de Ayamonte, provincia de Huelva, en la Comunidad Autónoma de Andalucía. Se trata de una obra anónima del siglo XVI, que preside el altar mayor de la iglesia de Nuestra Señora de las Angustias de la ciudad, de la cual es patrona.

## Descripción de la Imagen
Se trata de un grupo escultórico en madera policromada, de 1,13 metros de alto, compuesto por la típica escena de la Madre Dolorosa: la Virgen de rodillas, cubierta con amplio manto azul sobre traje rojo, que sostiene por la cabeza a su Hijo y hace ademán de enjugar con su toca unas lágrimas que resbalan por sus mejillas. Ciñe sus sienes con corona. A su alrededor resplandece una ráfaga, esto último dependiendo de la corona que luzca la virgen en ese momento o el acto que presida.
Debido a las numerosas y profundas modificaciones que ha sufrido la imagen, apenas se deja traslucir la antigüedad de la factura de talla, patente en la angulosidad de los pliegues de los paños. 
Fue restaurada en 1888 por el escultor sevillano Emilio Pizarro Cruz, restauración por la cual abandonó la estética gótica primitiva. Según reza en la peana fue destrozada y profanada por las "hordas rojas" en 1936, y con los fragmentos que se pudieron encontrar fue rehecha en 1937 por José da Silva, restaurador portugués, proveyéndola de una nueva mascarilla. Así consta en una inscripción de la base: 

POR TUMULTOS POLITICOS FOI TODA MUTILADA; E DEPOIS RESTAURADA EN PORTUGAL PELO ESCULPTOR PORTUENSE JOSÉ DA SILVA FRANÇA, NO AÑO DE 1937.

El ayamontino José Vázquez Sánchez, en 1972, efectuó una restauración de policromía en ambas figuras.
En 2010 es restaurada por la Licenciada en Restauración, también natural de Ayamonte, María del Carmen Sánchez Ruda; dicha restauración consiste en eliminar repintes, limpieza de ambas imágenes y reintegrar partes desgastadas de las imágenes.

## Leyenda de la aparición
Como el resto de apariciones marianas, ésta también goza de una piadosa leyenda que relata su aparición. Refiere que a finales del siglo XVI unos hermanos, apodados los Coritos, echaban sus redes en el estero de San Bartolomé, en aguas portuguesas, próximas a Castromarín, frente a Ayamonte, cuando advirtieron con sorpresa que habían capturado una caja de enorme peso. Mayor aún fue su admiración cuando en ella no encontraron un tesoro indiano, pero sí una bellísima imagen de María con Cristo en los brazos. Dieron cuenta inmediatamente a las autoridades religiosas y civiles de la ciudad, quienes acordaron colocarla en la capilla de la Expiración. La parroquia, erigida en 1576, se comenzó inmediatamente a edificar en honor de tan devota imagen.
La misma leyenda cuenta que un prodigio rodeó la culminación de las obras, pues no hallando maderas de anchura suficiente para cubrir aquellas amplias naves, las encontraron en un barco que arribó al puerto ayamontino para refugiarse de un temporal. Mientras tanto, los portugueses reclamaban la propiedad de la imagen, por haber aparecido en sus aguas, y así les fue reconocido por la Santa Sede. No obstante, la entrega de la venerada efigie, que había sido fijada en medio de la ría, fue impedida en repetidas ocasiones por la inclemencias del tiempo, cosa que se interpretó como un deseo de María Santísima de las Angustias de recibir culto en Ayamonte.

## Culto a la Virgen
Desde su aparición los ayamontinos vieron en la Virgen de las Angustias a su protectora, abogada y medianera, especialmente con motivo del pavoroso seísmo y maremoto del 1 de noviembre de 1755. En agradecimiento a la Virgen, a San José y a San Diego de Alcalá, que ya era patrono de la ciudad desde 1603, el venerable clero y cabildo secular decidieron "votar unidamente por copatronos a la Santísima Virgen de las Angustias y al Señor de San Joseph su bendito esposo (...) ofreciendo celebrar en el día del Patrocinio de Nuestra Señora de cada un año perpetuamente (...) una fiesta votiva de sermón y misa cantada en la iglesia parroquial titular de Nuestra Señora de las Angustias".
La devoción a la Santísima Virgen con tal advocación, hizo que se le dedicara el Hospital de la Piedad, fundado por el marqués de Ayamonte el 6 de junio de 1585, y el baluarte de las Angustias, que protege la parroquia homónima.
Se tiene constancia que ya desde muy temprano, hacia el año 1635 se funda la Cofradía del stmo. Cristo de la Expiración o de Ntra. Sra. de las Angustias, con sede en la Parroquia de las Angustias y gozando de cofrades en su mayoría dedicados a las actividades marítimas. En un principio realizaba su estación de penitencia en martes Santo pasando a lunes Santo y estableciéndose definitivamente en Domingo de Ramos.
La efigie de la Santísima Virgen de las Angustias fue coronada canónicamente el 25 de julio de 1992, por el rvdmo. señor obispo de Huelva, don Rafael González Moralejo, sobre un altar efímero sobre las Aguas del estero de la Ribera.

## Hermandad de Nuestra Señora de las Angustias
La Hermandad de Nuestra Señora de las Angustias celebra su fiesta principal el día 8 de septiembre, fiesta de la Natividad de la Virgen. La Hermandad venera a su titular en la Parroquia del mismo nombre en un espléndido camarín, construido en 1731, y decorado en la segunda mitad del siglo XVIII, que fue destrozado en 1936, restaurado y bendecido el 6 de enero de 1938.
S.M. El Rey de España es presidente de honor de la misma, erigida canónicamente el 3 de agosto de 1875.

## Himno a la Virgen de las Angustias
| Salve, Salve, Madre de las Angustias Faro y consuelo del pecador A tus plantas se postra Ayamonte Implorando refugio y perdón. Bendice a tu pueblo; Bendice los mares Consuela al que sufre Madre del dolor. Bendice Ayamonte Que siempre te ama e implora tu amor. |
| --- |

## Galería

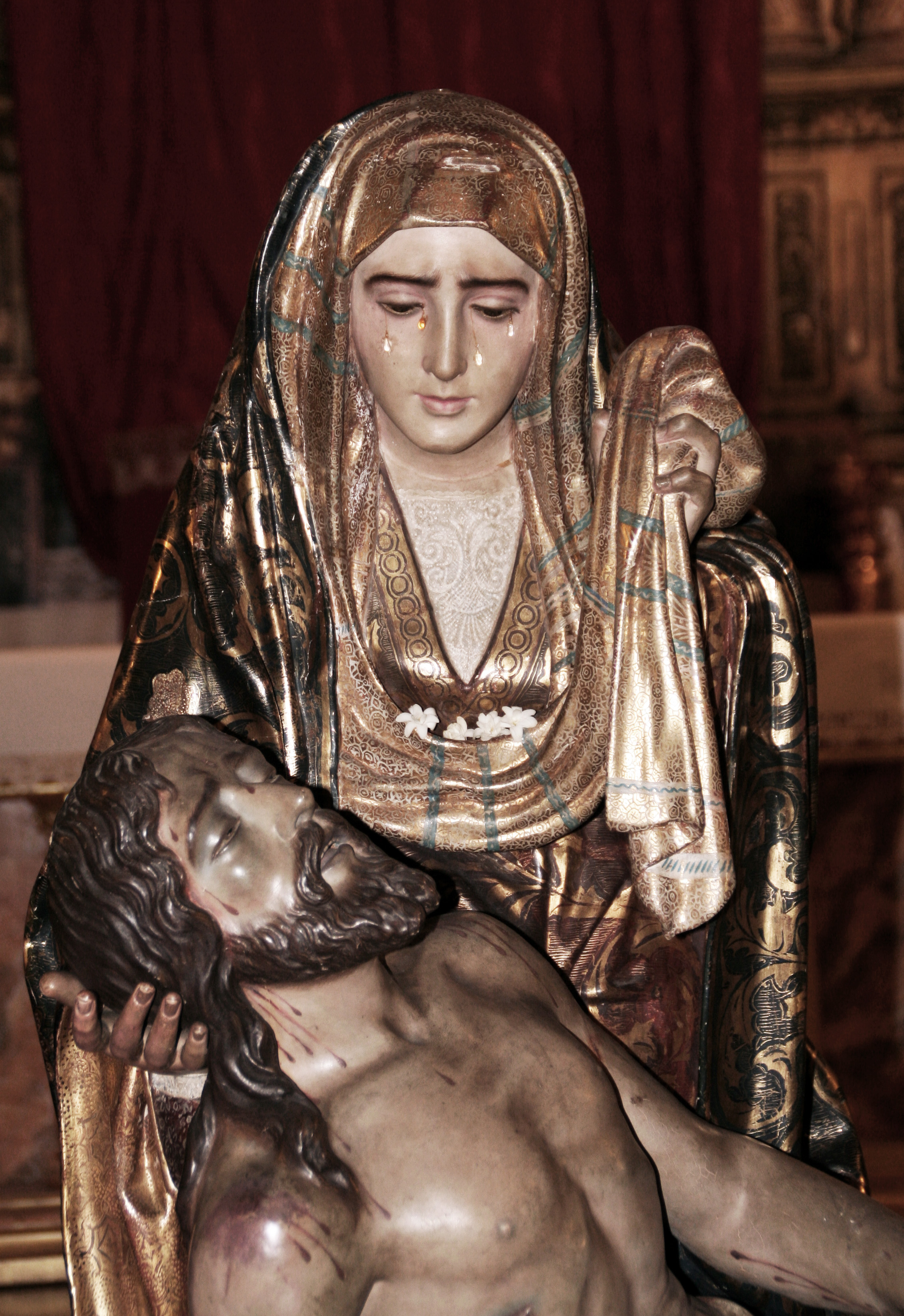
Imagen de Nuestra Señora de las Angustias.
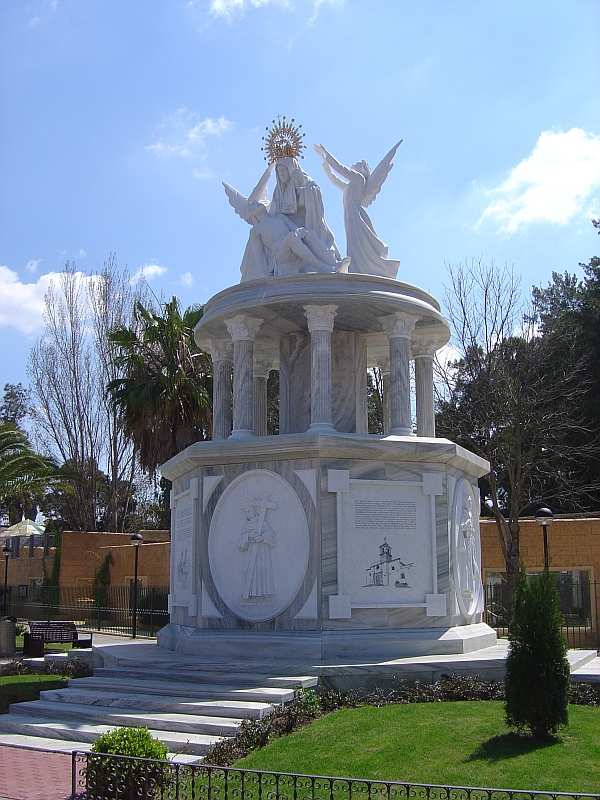
Monumento a Nuestra Señora de las Angustias en la Plaza de España de Ayamonte.